# Yūko Mizutani
Yūko Mizutani (jap. 水谷 優子, Mizutani Yūko; * 4. November 1964 in Ama, Präfektur Aichi, Japan; † 17. Mai 2016) war eine japanische Schauspielerin und Synchronsprecherin (jap. Seiyū)
Yūko Mizutani erhielt ihre Ausbildung an der Schauspielschule Gekidan Seinenza. Ab 1985 war sie im Fernsehen zu sehen bzw. zu hören. Sie arbeitete unter anderem für die Agenturen Baobab Production und Aoni Production. 
Yūko Mizutani war bekannt für ihre Sprechrollen in Anime-Fernsehserien wie die der „Sora Takenouchi“ in Digimon und „Sakiko Sakura“ in Chibi Maruko Chan. In Japan verlieh sie Minnie Mouse ihre Stimme, insbesondere in der Videospielreihe Kingdom Hearts. Sie synchronisierte aber auch Schauspieler wie Sarah Michelle Gellar und Meg Ryan.
2016 starb sie im Alter von 51 Jahren an Brustkrebs.

## Rollen als Synchronsprecherin
- Anri in Bubblegum Crisis
- Apple in Zillion
- Aqua in Nadesico
- Black Joker in Mobile Fighter G Gundam
- Chocolate Misu in Sorcerer Hunters
- Draco Centauros in Puyo Puyo (PC-Engine-Version)
- Excellen Browning & Alfimi in Super Robot Wars Impact
- Excellen Browning in Super Robot Wars Original Generation: The Animation
- Excellen Browning in Super Robot Wars Original Generation: Divine Wars
- Excellen Browning & Lemon Browning und Alfimi in Super Robot Wars Original Generations
- Excellen Browning & Alfimi in Super Robot Wars Original Generation Gaiden
- Fouly in Shadow Skill
- Galactica in Dead Leaves
- Hitomi Nakajo in Idol Defense Force Hummingbird
- Ikuko Tsukino in den ersten drei Staffeln von Sailor Moon Crystal
- Iris in Rock Man X4
- Karene Langley in Growlanser & Growlanser II: The Sense of Justice
- Kurumi in Ranma ½ OVA's
- Leina Stōlin Machine Robo: Revenge of Cronos und Serie Leina
- Luchs in Saber Marionette
- Marie in Die Macht des Zaubersteins
- Memu (Lady Like), Waddle Doo, Mabel, Coo, Chilly, Walky und Devil Frog in Hoshi no Kirby
- Mihoshi Kuramitsu in Tenchi Muyo!
- Minnie Mouse in Kingdom Hearts
- Miyuki Aiba/Tekkaman Rapier in Tekkaman Blade
- Mizuki Segawa in Bio-Booster Armor Guyver (OVA)
- Namiko Tsuki in Kashimashi: Girl Meets Girl
- Naoko in Eve no jikan
- Omitsu in Kyattou Ninden Teyandee
- Perimi/Phyllis in Gekijōban Dōbutsu no Mori, Verfilmung der Videospielserie Animal Crossing
- Pinoko in Osamu Tezuka's Black Jack
- Rochinolle in der Serie Mega Man Zero
- Sakiko Sakura in Chibi Maruko-chan
- Sara in Yu-Gi-Oh! Duel Monsters GX
- Sarah Zabiarov in Mobile Suit Zeta Gundam
- Saya in Namco x Capcom
- Sora Takenouchi in Digimon Adventure, Digimon Adventure 02
- The Great Will of the Macrocosm in Excel Saga
- Toby Masuyo in Namco x Capcom
- Tot in Weiss Kreuz
- V-Sion in KO Beast
- Witch in Puyo Puyo~n